# 新ひだか町立静内中学校
新ひだか町立静内中学校（しんひだかちょうりつしずないちゅうがっこう、Shinhidaka Town Shizunai Junior High School）は、北海道日高郡新ひだか町（旧静内町）に位置する公立の中学校である。通称は「静中（せいちゅう）」。生徒数は約200人で、各学年にA組とB組があり、特別支援クラスを含めると全体で8クラスが編成されている。

## 沿革
- 1947年（昭和22年）5月2日 新学制による中学校として、高静小学校の一部を借り開校。
- 1948年（昭和23年）1月15日 校舎新築落成（古川町）。
- 1950年（昭和25年）5月3日 校章改正。
- 1952年（昭和27年）3月3日 校旗制定。
- 1953年（昭和28年）3月19日 屋内体育館増築。
- 1953年（昭和28年）11月30日 校歌制定発表会。
- 1955年（昭和30年）7月4日 大水害のため、1週間臨時休校。
- 1957年（昭和32年）5月2日 開校10周年記念式典挙行。
- 1959年（昭和34年）4月1日 16学級編成。
- 1962年（昭和37年）5月8日 御幸町に新校舎。第1期工事完了。2・3年生移転。
- 1963年（昭和38年）1月22日 校舎第2期工事完了。1年生移転。
- 1963年（昭和38年）4月4日 23学級編成。
- 1963年（昭和38年）12月10日 第3期工事により屋内体育館完成。落成式挙行。
- 1965年（昭和40年）4月1日 普通学級24学級。特殊学級1学級認可。
- 1967年（昭和42年）4月13日 学校給食開始。
- 1967年（昭和42年）9月22日 開校20周年記念式典挙行。
- 1970年（昭和45年）4月1日 特殊学級2学級認可。
- 1972年（昭和47年）11月15日 生徒数増加により校舎増築。
- 1975年（昭和50年）4月1日 普通学級26学級。特殊学級2学級。
- 1978年（昭和53年）8月 生徒急増によりプレハブ校舎建設。
- 2021年（令和3年）1月29日 生徒用タブレット端末貸出開始
- 2021年（令和3年）2月6日 網戸設置（コロナウイルス感染対策）

## 教育目標
- 真実を求め、たくましく生きる人
- よく考え、粘り強く行動する人
- 明るく、豊かな心をもった人

## 学校行事
- 4月 - 始業式、着任式、入学式、修学旅行（3学年）
- 5月 - 開校記念日、体育大会
- 6月 - 避難訓練、管内陸上大会、人権教室、薬物乱用防止教室、前期中間テスト、中体連日高大会
- 7月 - 宿泊研修（2学年）、終業式
- 8月 - 日胆地区吹奏楽コンクール、始業式
- 9月 - 前期期末テスト、学力テスト（3学年）、静内高校体験入学、文化祭
- 10月 - 避難訓練、学力テスト（3学年）、主張大会、管内英語暗唱大会
- 11月 - 生徒総会、学力テスト、後期中間テスト
- 12月 - 学力テスト（3学年）、終業式
- 1月 - 冬休み学習会、始業式、後期期末テスト（3学年）
- 2月 - 新入生1日体験入学、学力テスト、生徒総会、後期期末テスト（1・2学年）
- 3月 - 卒業を祝う会、卒業証書授与式

## 部活動

### 運動部
- 野球部
- 男子バスケットボール部
- サッカー部
- バドミントン部
- 女子バレーボール部
- 剣道部
- 卓球部

### 文化部
- 吹奏楽部
- 美術部